# عبد الرحمن جمعة
عبد الرحمن جمعة (مواليد 2 ديسمبر 2000، لاعب كرة قدم إماراتي يجيد اللعب كلاعب وسط يلعب حالياً مع نادي الفجيرة.

## مسيرة اللاعب
لعب في نادي الشارقة ونادي الحمرية ونادي الفجيرة.

## روابط خارجية
عبد الرحمن جمعة على موقع Soccerway.com (الإنجليزية)